# Euathlus walteri
Espèce
Euathlus walteri est une espèce d'araignées mygalomorphes de la famille des Theraphosidae.

## Distribution
Cette espèce est endémique de la région de Tarapacá au Chili,. Elle se rencontre dans la province du Tamarugal vers Pica et Huara.

## Description
Le mâle holotype mesure 20,56 mm et la femelle paratype 35,2 mm.

## Systématique et taxinomie
Cette espèce a été décrite par Taucare-Ríos, Plaza et Pérez-Miles en 2025.

## Étymologie
Cette espèce est nommée en l'honneur de Walter Sielfeld Kowald.

## Publication originale
- Taucare-Ríos, Plaza & Pérez-Miles, 2025 : « A new species of tarantula of the genus Euathlus (Araneae: Theraphosidae) from Chile: distribution and possible threats to its conservation. » Gayana, vol. 88, no 2, p. 297-309.